# Pidonia occipitalis
Pidonia occipitalis là một loài bọ cánh cứng trong họ Cerambycidae.